# اسأل شرطيا (رواية)
اسأل شرطيًا هي رواية بوليسية صدرت عام 1955 من تأليف إي سي آر. لوراك، الاسم المستعار للكاتبة البريطانية إيديث كارولاين ريفيت. إنها الحلقة الأولى والأربعون في سلسلتها الطويلة التي تضم كبير المفتشين ماكدونالد من سكوتلاند يارد. نشر بواسطة نادي كولينز للجرائم، ويشير العنوان إلى أغنية قاعة الموسيقى الشهيرة اسأل شرطيًا.

## القصة
سيدة مسنة، من بقايا العصر الإدواردي، تبلغ عن اختفاء ابن أخيها الصحفي. ما يبدو في البداية قضية روتينية سرعان ما يتحول إلى مطاردة لقاتل عندما تحقق الشرطة في آخر عنوان معروف له، وهو منزل كبير متجول في سانت جون وود. وتتعرض الجهود المبذولة لاكتشاف الحقيقة للعرقلة بسبب وفاة أو اختفاء العديد من الشهود.